# Adventhealth 400
Adventhealth 400 är ett stockcarlopp ingående i Nascar Cup Series som körs över 267 varv (400,5 miles, 644,542 km) på den 1,5-mile långa ovalbanan Kansas Speedway i Kansas City i Kansas i USA. Loppet har körts årligen sedan 2011 och är ett av två Nascar Cup-lopp som årligen som körs på Kansas Speedway, det andra är Hollywood Casino 400 som körts sedan 2001.

## Tidigare namn
- STP 400 (2011–2013)
- 5-Hour Energy 400 (2014)[2]
- SpongeBob SquarePants 400 (2015)[3]
- Go Bowling 400 (2016–2017)
- KC Masterpiece 400 (2018)[4]
- Digital Ally 400 (2019)[5]
- Super Start Batteries 400 (2020)[6]
- Buschy McBusch Race 400 (2022)[7]

## Vinnare genom tiderna
| Säsong | Datum    | Nr | Förare           | Team                 | Konstruktör | Distans | Distans         | Tid     | Snitthastighet (mph) | Rapport |
| Säsong | Datum    | Nr | Förare           | Team                 | Konstruktör | Varv    | Miles (km)      | Tid     | Snitthastighet (mph) | Rapport |
| ------ | -------- | -- | ---------------- | -------------------- | ----------- | ------- | --------------- | ------- | -------------------- | ------- |
| 2011   | 5 juni   | 2  | Brad Keselowski  | Penske Racing        | Dodge       | 267     | 400,5 (644,542) | 2:55.10 | 137,184              | Rapport |
| 2012   | 22 april | 11 | Denny Hamlin     | Joe Gibbs Racing     | Toyota      | 267     | 400,5 (644,542) | 2:46.44 | 144,122              | Rapport |
| 2013   | 21 april | 20 | Matt Kenseth     | Joe Gibbs Racing     | Toyota      | 267     | 400,5 (644,542) | 2:59.51 | 133,611              | Rapport |
| 2014   | 10 maj   | 24 | Jeff Gordon      | Hendrick Motorsports | Chevrolet   | 267     | 400,5 (644,542) | 3:07.31 | 128,149              | Rapport |
| 2015   | 9-10 maj | 48 | Jimmie Johnson   | Hendrick Motorsports | Chevrolet   | 267     | 400,5 (644,542) | 3:11.50 | 125,265              | Rapport |
| 2016   | 7 maj    | 18 | Kyle Busch       | Joe Gibbs Racing     | Toyota      | 267     | 400,5 (644,542) | 2:49.20 | 141,909              | Rapport |
| 2017   | 13 maj   | 78 | Martin Truex Jr. | Furniture Row Racing | Toyota      | 267     | 400,5 (644,542) | 3:24.16 | 117,640              | Rapport |
| 2018   | 12 maj   | 4  | Kevin Harvick    | Stewart-Haas Racing  | Ford        | 267     | 400,5 (644,542) | 2:53.38 | 128,395              | Rapport |
| 2019   | 11 maj   | 2  | Brad Keselowski  | Team Penske          | Ford        | 271     | 406,5 (654,198) | 3:06.09 | 131,023              | Rapport |
| 2020   | 23 juli  | 11 | Denny Hamlin     | Joe Gibbs Racing     | Toyota      | 267     | 400,5 (644,542) | 3:17.14 | 121,835              | Rapport |
| 2021   | 2 maj    | 18 | Kyle Busch       | Joe Gibbs Racing     | Toyota      | 267     | 400,5 (644,542) | 3:05.21 | 129,647              | Rapport |
| 2022   | 15 maj   | 45 | Kurt Busch       | 23XI Racing          | Toyota      | 267     | 400,5 (644,542) | 3:13.03 | 124.476              | Rapport |
| 2023   | 7 maj    | 11 | Denny Hamlin     | Joe Gibbs Racing     | Toyota      | 267     | 400,5 (644,542) | 3:24.24 | 117,564              | Rapport |
| 2024   | 5 maj    | 5  | Kyle Larson      | Hendrick Motorsports | Chevrolet   | 268     | 402 (646,956)   | 3:10.42 | 126,481              | Rapport |
| 2025   | 11 maj   | 5  | Kyle Larson      | Hendrick Motorsports | Chevrolet   | 267     | 400,5 (644,542) | 3:05.13 | 129,74               | Rapport |

### Förare med flera segrar
| Antal segrar | Förare          | År               |
| ------------ | --------------- | ---------------- |
| 3            | Denny Hamlin    | 2012, 2020, 2023 |
| 2            | Brad Keselowski | 2011, 2019       |
| 2            | Kyle Busch      | 2016, 2021       |
| 2            | Kyle Larson     | 2024, 2025       |

### Team med flera segrar
| Vinster | Team                 | År                                 |
| ------- | -------------------- | ---------------------------------- |
| 6       | Joe Gibbs Racing     | 2012, 2013, 2016, 2020, 2021, 2023 |
| 4       | Hendrick Motorsports | 2014, 2015, 2024, 2025             |
| 2       | Team Penske          | 2011, 2019                         |

### Konstruktörer efter antal segrar
| Antal segrar | Konstruktör | År                                             |
| ------------ | ----------- | ---------------------------------------------- |
| 7            | Toyota      | 2012, 2013, 2016, 2017, 2020, 2021, 2022, 2023 |
| 4            | Chevrolet   | 2014, 2015, 2024, 2025                         |
| 2            | Ford        | 2018, 2019                                     |
| 1            | Dodge       | 2011                                           |